# 二崙西瓜節
二崙西瓜節，是每年五月母親節當週六於臺灣雲林縣二崙鄉自強果菜市場舉行的節慶活動，展示農民西瓜栽種成果，並表揚鄉里模範母親，舉辦免費吃西瓜活動等。至2017年止，已經連續舉辨二十餘年。

## 活動內容

### 藝文表演
邀請鄉內各社區單位及國小進行各種音樂、舞蹈表演。

### 西瓜試吃
於固定時間切西瓜，民眾可排隊免費領取西瓜享用，其西瓜為鄉公所及在地農民、廠商提供。

### 廠商展示
由各農業公司展示其產品，如農友、德城行...等等。

### 各式DIY
由鄉公所規劃，可通過活動免費領取DIY素材手作小物，如筆筒、毛球裝飾...等等。